# Slap Shot: Super Pro Hockey
Pour les articles homonymes, voir Slap Shot.
Slap Shot: Super Pro Hockey est un jeu vidéo de hockey sur glace développé par Realtime Associates et édité par INTV, sorti en 1987 sur la console Intellivision.

## Système de jeu
Il s'agit d'une version « améliorée » de NHL Hockey, sorti en 1980, qui propose essentiellement le même gameplay. La principale innovation est le jeu en solo contre la machine, la possibilité de sélectionner quelques caractéristiques des joueurs contrôlés par l'IA, un terrain de jeu plus grand.
Chaque joueur peut se voir appliquer un des quatre niveaux de compétence, déterminant la vitesse des patineurs et la qualité de leur tirs, ce qui permet d'équilibrer les matchs avec un handicap.
La partie se déroule sur une vue de l'ensemble du terrain, et commence avec la mise-en-jeu traditionnelle. La rondelle apparait au centre du terrain. Les joueurs peuvent se déplacer à l'aide du disque directionnel de la manette et le premier qui la touche en prend possession. Une fois en possession de la rondelle, le joueur peut la passer ou tirer, en utilisant les touches numériques de la manette pour choisir la direction. La vitesse de la rondelle dépend alors de la vitesse à laquelle le joueur se déplace dans la direction du tir. Il est également possible d'effectier un tir frappé pour tenter de dépasser le gardien de but adverse. L'autre équipe doit chercher à intercepter la rondelle, en faisant trébucher le joueur en sa possession. Si un joueur qui n'est pas en possession de la rondelle est bousculé, le sifflet de l'arbitre retentit, et le joueur fautif est envoyé au banc des pénalités pour 2 minutes. 

## Développement
Slap Shot fait partie de la gamme des jeux de sport Super Pro initiée avec Super Pro Football, commandés par INTV à Realtime Associates. Encore une fois, Ray Kaestner se base sur l'ancien code source d'APh Technological Consulting et Connie Goldman apporte quelques améliorations graphiques.

## Accueil
À l'époque, le jeu reçoit un accueil plutôt défavorable. Un magazine lui décerne même le titre de « plus mauvais jeu Intellivision de tous les temps », certainement car, de l'aveu même de son programmeur, le titre apporte très peu de changements à l'original paru quelques années plus tôt. Brett Weiss le considère également comme « le jeu le plus décevant de la série des Super Pro », le qualifiant de « mise à jour mineure du NHL Hockey de Mattel ». Plus récemment, en 2009, The Video Game Critic classe le jeu parmi les « fossiles [qu']il vaut mieux laisser [...] enfouis au plus profond de la croûte terrestre ». Le site dénonce notamment la reprise du moteur, très lent, de NHL Hockey, et la réduction de la palette de couleurs par rapport à son prédécesseur.
Computer Entertainer note cependant les « superbes sons », et les bruits des patineurs se déplaçant « très réalistes ». Il apprécie également l'idée d'avoir réduit le terrain pour gagner en visibilité d'ensemble, même si les joueurs paraissent minuscules.

## Héritage
Slap Shot: Super Pro Hockey est présent, émulé, dans la compilation Intellivision Lives! (en) sortie sur diverses plateformes.
Le 17 novembre 2010, Slap Shot: Super Pro Hockey est ajouté au service Game Room (en) de Microsoft, accessible sur Xbox 360 et PC.
Slap Shot: Super Pro Hockey fait partie des jeux intégrés dans la console Intellivision Flashback, sortie en 2014.
En reprenant les activités et le stock d'Intellivision Productions en 2018, la société Blue Sky Rangers annonce avoir retrouvé un lot de plusieurs cartouches datant de l'époque d'INTV, et les commercialise dans un nouveau packaging,
En 2021, la cartouche Intellivision Collection 1 porte douze titres de l'Intellivision, dont Slap Shot: Super Pro Hockey, sur les consoles Evercade.